# Mauno Pekkala
Mauno Pekkala (ur. 27 stycznia 1890, zm. 30 czerwca 1952) – fiński polityk, lewicowy socjalista, po II wojnie światowej członek Demokratycznego Związku Narodu Fińskiego, w latach 1946–1948 premier rządu koalicji partii centrum i lewicy (z udziałem komunistów). Został zdymisjonowany przez Juho Paasikivi, który uprzedził przygotowywany przez komunistów zamach stanu.